# NGC 5314
NGC 5314 é uma galáxia espiral (S) localizada na direcção da constelação de Ursa Minor. Possui uma declinação de +70° 20' 23" e uma ascensão recta de 13 horas, 46 minutos e 11,1 segundos.
A galáxia NGC 5314 foi descoberta em 8 de Abril de 1886 por Lewis A. Swift.